# Wade (Karolina Północna)
Wade – miasto w Stanach Zjednoczonych, w stanie Karolina Północna, w hrabstwie Cumberland.